# Christuskirche (Rumbach)
Die Christuskirche Rumbach ist eine evangelische Kirche in der Ortsgemeinde Rumbach im rheinland-pfälzischen Landkreis Südwestpfalz. Sie liegt mitten im historischen Ortskern des Dorfes.

## Geschichte
Aus dem 11. Jahrhundert stammen Grundmauern zweier in die Mauern der heutigen Nord- und Südwände des Kirchenschiffs mündenden romanischen Rundapsiden. Der frühgotische Chorturm mit einer Wandstärke von 1,80 m wurde im 13. Jahrhundert über den alten Apsiden erbaut. Im 14. Jahrhundert verlängerte man das romanische Langschiff nach Westen und fügte ein gotisches Portal hinzu.
Nach teilweiser Zerstörung der Kirche im Dreißigjährigen Krieg erfolgten von 1720 bis 1731 Renovierungsarbeiten. Aus dieser Zeit stammten Barockfenster an der Südseite sowie ein neuer Eingangsbereich. Für den Bau einer Empore wurde das Kirchenschiff um einen Meter erhöht. Der obere Teil des Kirchturms erhielt barocke Fenster und eine Turmhaube.
Bei der Renovierung 1957/58 wurde das Westportal nach 250 Jahren wiederentdeckt. Dort befindet sich noch bis heute der Eingangsbereich der Kirche. An der Nordwand, im Chorbogen, an der Ostwand des Kirchenschiffs sowie im Chorraum wurden mittelalterliche Fresken freigelegt. Vermutlich durch einen Brand der Kirche wurden diese Fresken mit Ruß bedeckt und überstrichen, sodass der Ruß die Fresken konserviert hat. 
Im Boden unter dem Chorbogen entdeckte man zwei Grabstätten. In der einen war ein Ritter beigesetzt, in der anderen eine Freifrau aus dem benachbarten Schönau (Pfalz). Die Grabsteine dieser Personen stehen heute im ehemaligen Eingangsbereich an der Außenseite der Südwand. Das Grabmal des Ritters zeigt lediglich noch die Umrisse eines Wappens, das der Freifrau ist lesbar.
2017 wurde der Innenraum der Kirche umfangreich renoviert.
1952 wurde eine Orgel von Emanuel Kemper Orgelbau, Lübeck, eingebaut. Diese wurde 2024 durch ein gebrauchtes Instrument von Reil (NL) ersetzt, das zuvor in Zeist (NL) gestanden hatte.

## Name
Die ehemalige Wallfahrtskirche war dem heiligen Gangolf geweiht. Im Rahmen der Reformation wurde die im Herzogtum Pfalz-Zweibrücken gelegene Kirche lutherisch – später reformiert – und Ende der 1950er-Jahre wegen der Christusfresken an der Nordwand des Chorraumes in Christuskirche umbenannt.

## Mittelalterliche Wandmalereien
Die Malereien des Chorraumes gehen vermutlich auf die erste Hälfte bis Mitte des 14. Jahrhunderts zurück. In diese Zeit gehören wohl auch die Prophetengestalten im Chorbogen, ebenso wie die Apostel an der Westwand im Chorraum. Älter scheint lediglich das Bild mit den Vögeln zu sein. Die Fragmente an der nördlichen Langhauswand befanden sich ursprünglich weiter oben und wurden erst bei der Renovierung unter die Empore versetzt. Das linke Bild zeigt ein Kruzifix und darunter drei weinende Frauen. Es sind Bruchstücke verschiedener Bilder, die zusammengefügt wurden. Auf einem anderen Wandbild, das ebenfalls etwa einen Quadratmeter misst, ist ein Baum mit sieben Vögeln gemalt. Die primitive Darstellung gab Anlass zu verschiedensten Deutungen. Man vermutete etwa das Gleichnis vom Senfkorn. Wahrscheinlich soll es jedoch ein Lebensbaum sein. Auffallend ist, dass sechs der Vögel dunkel gemalt sind und ein Vogel weiß ist.

## Geschichten der Kirche
Angeblich befinden sich in einem Hohlraum in der Chorbogenwand die sterblichen Überreste eines Vogels, möglicherweise mit apotropäischer Funktion, das heißt zur Austreibung oder zum Fernhalten von Dämonen.